# Maria Magdalena

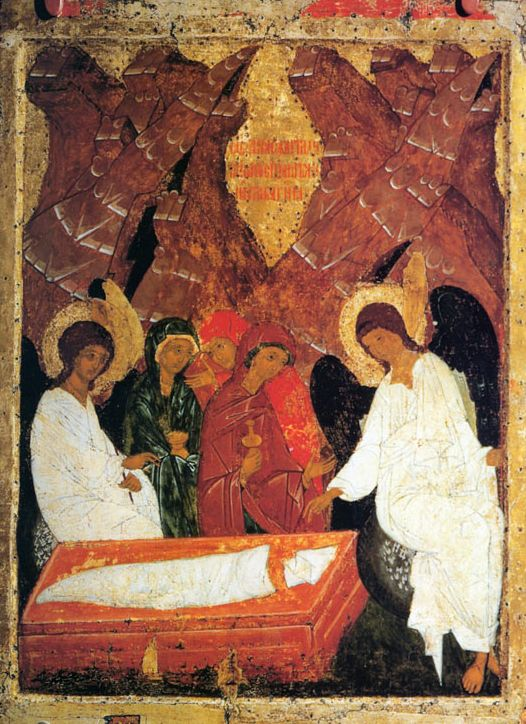
Maria Magdalena z flakonikiem wonności, razem z Joanną i Marią, matką Jakuba, przy pustym grobie Jezusa. Dwaj mężczyźni w lśniących szatach z Ewangelii Łukasza są tu przedstawieni jako aniołowie. Niewiasty usłyszały od jednego z nich: „Dlaczego szukacie żyjącego wśród umarłych? Nie ma go tutaj, zmartwychwstał!”. Wieść tę zaniosły apostołom. Stąd określenie Marii Magdaleny «apostołka Apostołów» (por. Łk 24,1-11). Ikona ruska, Wołogda, XIV/XV w.

Maria Magdalena (gr. Μαρία ἡ Μαγδαληνή), także Maria z Magdali – według Ewangelii żyjąca w I wieku kobieta pochodząca z wioski Magdala (Magdallah lub Migdal), obecnie Migdal. Należała do kręgu uczniów Jezusa Chrystusa, przyłączyła się do niego po tym, gdy wypędził z niej siedem złych duchów.
We wschodniej tradycji chrześcijaństwa przedstawiana jest jako niosąca olejki do grobu Chrystusa i świadek jego zmartwychwstania i jest szanowana jako „równa apostołom” (ἰσαπόστολος). W tradycji łacińskiej przez wieki łączono ją z kobietą cudzołożną z Ewangelii św. Łukasza. Ukazywano ją wiernym, zwłaszcza kobietom, jako wzór nawróconej grzesznicy.

## Maria Magdalena w Nowym Testamencie
Maria Magdalena jest dwunastokrotnie wspominana w Nowym Testamencie, przez wszystkich czterech ewangelistów. Święty Łukasz wymienił ją jako pierwszą wśród kobiet, uwolnionych przez Jezusa „od złych duchów i od chorób”, które towarzyszyły mu w jego publicznej działalności, obok Joanny i Zuzanny (Łk 8,1-3). Informację o niej uszczegółowił podając, że „opuściło /ją/ siedem złych duchów” (Łk 8,2; por. Mk 16,9; 15,40-41). W pozostałych Ewangeliach synoptycznych, Mateusza i Marka, oraz u św. Jana, Maria z Magdali pojawia się dopiero na końcu, ze względu na jej znaczenie w misterium paschalnym śmierci i zmartwychwstania Jezusa, które dokonało się w Jerozolimie w Judei. Jej postać jest częścią Ewangelii o ukrzyżowaniu Jezusa (Mk 15,40; Mt 27,55n; J 19,25). Wszyscy czterej też zgodnie piszą o niej jako o tej, która pierwsza przybyła do grobu Jezusa (Mk 16,1; Mt 28,1; Łk 24,10; J 20,1-3). Ewangeliści Marek i Jan to właśnie jej przypisali rolę pierwszej osoby, której ukazał się zmartwychwstały Jezus (por. Mk 16,9-10). Według Ewangelii Jana, Maria Magdalena sama wczesnym rankiem udała się do grobu i zobaczywszy pusty grób, zawiadomiła Szymona Piotra. Jednak zaskakująco użyta w opowiadaniu liczba mnoga: „nie wiemy, gdzie Go położono” (J 20,1-2) jest świadectwem, że Jan połączył dwie tradycje ustne – swoje źródło z przekazem znanym synoptykom, mówiącym o kilku kobietach u grobu. Gdy uczniowie przybyli na miejsce pochówku, ona pozostała na zewnątrz. Tam spotkała Jezusa, początkowo myląc go z ogrodnikiem. Była również pierwszą, która miała głosić zapowiedź zbawienia (por. J 20,18).

### Dialog ze Zmartwychwstałym w ogrodzie
Dialog Chrystusa z Marią Magdaleną umieszczony w Ewangelii Jana w części opowiadającej o jego zmartwychwstaniu jest bardzo bogaty w treści teologiczne (por. J 20,11-18). Magdalena na początku nie rozpoznała Jezusa. Jak zwrócił uwagę Augustyn Jankowski OSB, fakt ten sugeruje, że Zmartwychwstałego mogą rozpoznać jedynie ci, którzy patrzą na niego oczami wiary, dzięki światłu łaski, a nie ci, którzy szukają prawdy jedynie po ludzku. Jest to typowy biblijny „dialog nieporozumienia”. Jezus nazwał Magdalenę po aramejsku „Mariam”, a ona Jezusa w tym samym języku „Mistrzu mój”. Ta reakcja Marii z Magdali świadczy, że spotkana postać była dla niej tożsama z tym, któremu towarzyszyła, i którego słuchała w czasie jego publicznej działalności, a którego z początku, z powodu odmiany, nie poznała. W typowym geście kobiet (por. Mt 28,9) rzuciła się Jezusowi do stóp, obejmując je. Jezus wzbraniał się przed tym. Jak zwrócił uwagę o. Jankowski, nie dlatego, że „człowiek tej ziemi nie może dotknąć istoty niebiańskiej”, gdyż w innych miejscach Ewangeliści mówią o zachęcie Jezusa, aby go dotykać (Łk 24,39; J 20,27). Powód wyjaśniają kolejne słowa Jezusa: „jeszcze bowiem nie wstąpiłem do Ojca”. Zapowiadają one bliskie Wniebowstąpienie Jezusa, który idzie, aby przygotować miejsce uczniom (por. J 14,2). Nazwał ich braćmi, gdyż zmartwychwstanie pogłębiło jego relację z uczniami. Nigdy wcześniej w Ewangeliach Jezus nie nazywał tak swych uczniów. Tu stanął wobec nich w solidarności, w braterstwie ludzkiej natury, ale jako nowy Adam (Alfred Wikenhauser). Jezus żyje już w nowym porządku, którego częścią staną się kiedyś ci, którzy w niego uwierzyli (Rudolf Schnackenburg). Chrystus paschalny niedługo otrzyma ostateczną konsekrację od Ojca poprzez zasiadanie po jego prawicy. Odtąd niewidzialny stanie się dla Marii Magdaleny bliski przez słowo i Eucharystię (Paul Benoit).

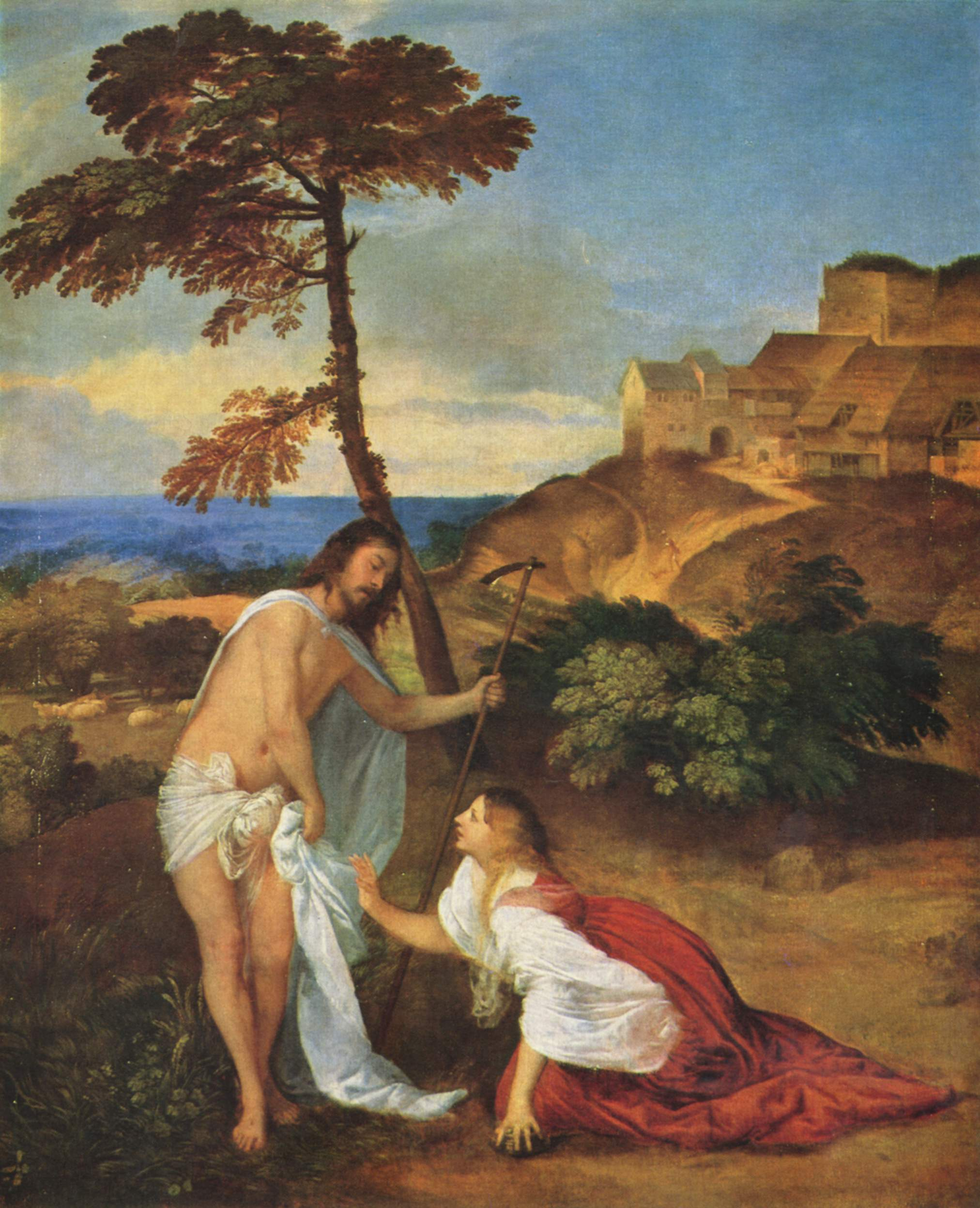
Jezus i Maria Magdalena Tycjana

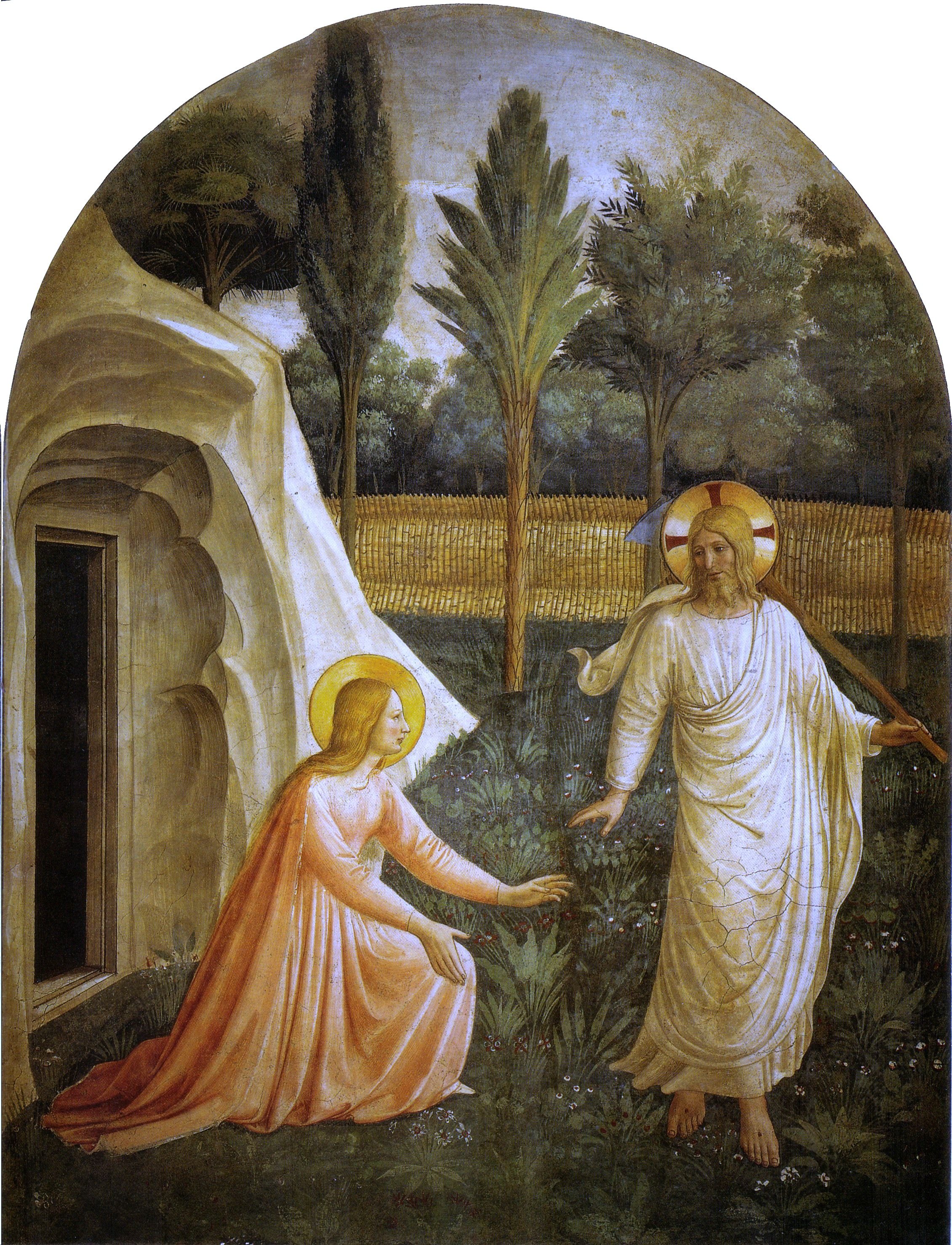
Fresk Noli me tangere („Nie zatrzymuj mnie”) namalowany w XV w. przez Fra Angelico w klasztorze dominikanów San Marco we Florencji.

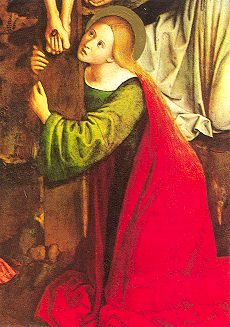
Maria Magdalena pod krzyżem

## Kościół Zachodni
Święty Hipolit, teolog z początków III w., jako pierwszy nazwał ją „Apostołką Apostołów”. Za sprawą papieża Grzegorza I Wielkiego (540–604), Maria Magdalena została w Kościele zachodnim utożsamiona z Marią z Betanii, siostrą św. Marty i Łazarza, która namaściła Jezusa drogim olejkiem i „włosami swoimi otarła Jego nogi” (J 11,2) oraz kobietą, która według Ewangelii Łukasza, „prowadziła w mieście życie grzeszne” i w czasie uczty u faryzeusza Szymona łzami oblewała nogi Jezusa i włosami je wycierała, „całowała Jego stopy i namaszczała je olejkiem” (Łk 7,37-38). Utrwaliło to tradycję teologiczną przypisującą Marii Magdalenie cechy wszystkich trzech kobiet: Wierzymy, że kobieta, którą Łukasz nazywa grzesznicą a Jan Marią, to ta sama osoba, z której, według Marka, Jezus wypędził złe duchy. Odtąd Maria Magdalena w tradycji zachodniej stała się patronką nawrócenia kobiet lekkiego prowadzenia, typem kobiety porzucającej życie nierządne, symbolem nowej Ewy, kobiety oczyszczonej przez pokutę i żyjącej, dzięki łasce Chrystusa zmartwychwstałego, nowym, świętym życiem. Św. Bernard z Clairvaux, żyjący w XI wieku, Marię Magdalenę porównywał z oblubienicą z Pieśni nad pieśniami oraz z kobietą słuchającą nauk Jezusa (Łk 10,38-42). Kościół rzymskokatolicki w dniu Marii Magdaleny (22 lipca) odczytuje Pieśń nad pieśniami.
W epoce renesansu pojawiły się głosy postulujące powrót do pierwotnej tradycji rozróżnienia trzech kobiet występujących w Nowym Testamencie. Opowiadał się za tym m.in. na początku XVI w. francuski humanista Jacques Lefèvre d’Étaples, powołując się na Orygenesa i Jana Chryzostoma. Jego opinię popierał Erazm z Rotterdamu. Jednak teolodzy wydziału teologicznego Uniwersytetu paryskiego oskarżyli go o herezję, musiał wyrzec się swoich poglądów. W wyniku reformy liturgii Soboru watykańskiego II w ramach powrotu do źródeł biblijnych, w 1969 za pontyfikatu papieża Pawła VI, w odnowionych tekstach katolickiego brewiarza, Maria Magdalena przedstawiona została jako ta, która uczestniczyła w paschalnych wydarzeniach Jezusa. Pominięto zaś odniesienie do pozostałych dwóch Marii. Modlitwa w dniu jej święta (kolekta) brzmi następująco:

Boże, Twój Syn wybrał Marię Magdalenę na pierwszą zwiastunkę wielkanocnej radości, spraw, abyśmy za jej wstawiennictwem i przykładem głosili Chrystusa zmartwychwstałego i oglądali Go w Twojej chwale.

W 2016, w ramach jubileuszu miłosierdzia watykańska Kongregacja ds. Kultu Bożego i Dyscypliny Sakramentów, zgodnie z wolą papieża Franciszka, dekretem „Apostołka apostołów” (2 czerwca 2016) podniosła obchód liturgiczny Magdaleny dla całego Kościoła łacińskiego do rangi święta. W dekrecie zwrócono uwagę na znaczenie świętej w ukazywaniu godności kobiet i ich roli w działalności ewangelizacyjnej Kościoła. Przypomniano też, że św. Grzegorz Wielki nazwał ją „świadkiem Bożego miłosierdzia”, a św. Tomasz z Akwinu „apostołką apostołów”.
Tekst polskiego tłumaczenia prefacji na święto Marii Magdaleny został zatwierdzony dekretem Kongregacji ds. Kultu Bożego i Dyscypliny Sakramentów 20 grudnia 2016. Konferencja Episkopatu Polski zezwoliła na jej drukowanie wydawnictwu Pallottinum w Poznaniu.

### Wizje Anny Katarzyny Emmerich
Według wizji beatyfikowanej niemieckiej wizjonerki katolickiej, Anny Katarzyny Emmerich, Maria Magdalena była młodszą siostrą Łazarza, który został wskrzeszony przez Jezusa. Oprócz Łazarza, Magdalena miała dwie starsze siostry – Martę i Marię, uważaną za obłąkaną. Magdalena była obdarzona niezwykłą urodą. W siódmym roku życia zmarli jej rodzice. Byli bardzo bogaci, ale prowadzili surowe życie. Już w dzieciństwie Magdalena była próżna, łakoma, dumna i zarozumiała. Lgnęła do tego, co jej najwięcej schlebiało. Jej złemu wychowaniu winna była nieco i matka, gdyż przez nią została rozpieszczona. Matka i mamka zepsuły Magdalenę, zbyt jej dogadzając i biorąc ją wszędzie ze sobą, aby ją podziwiano. Przesiadywała też pięknie wystrojona w oknie i to najwięcej się przyczyniło do jej zepsucia. Przy podziale dóbr rodzicielskich przypadł jej losowo piękny zamek w Magdalum. Miała niespełna 11 lat, kiedy w wielkim przepychem, ze sługami i niewolnicami przeniosła się do tego zamku. Z czasem popadała w coraz większe grzechy, w tym grzechy nieczystości i była zgorszeniem dla Żydów. W końcu szatan ją całkowicie opętał, skutkiem czego miała częste skurcze i konwulsje. Podczas nauki Jezusa, szatan opuścił Magdalenę. Po zmartwychwstaniu Jezusa jako pierwsza zobaczyła pusty grób, a potem Jezusa, którego wzięła za ogrodnika. Również po swoim nawróceniu i po śmierci Jezusa, Magdalena nie doznawała szacunku u ogółu ludności, bo dawniej szerzyła zbyt wiele zgorszenia. Żydzi też gorszyli się jej gwałtownym okazywaniem boleści po śmierci Jezusa.

## Kościół prawosławny

Drugi obraz Marii Magdaleny Tycjana

W Kościele wschodnim Maria Magdalena jest przedstawiana jako niosąca olejki do grobu i świadek zmartwychwstania. Nosi też tytuł „równej apostołom” jako „Apostołka Apostołów”. W przeciwieństwie do tradycji zachodniej, nie łączono jej ani z anonimową grzesznicą z Ewangelii Łukasza (por. Łk 7,27), ani z Marią z Betanii.
W Cerkwi prawosławnej zachowuje się tradycję, według której Maria Magdalena zmarła w Efezie, gdzie wzniesiono bazylikę na jej cześć. Za czasów panowania cesarza Leona Filozofa (886–912) miasto Efez zostało zdobyte przez Turków. Ciało Marii przewieziono do Konstantynopola, a gdy ten został zdobyty przez krzyżowców w 1204, święte relikwie zawieziono do Francji, do miasteczka Vézelay, gdzie do dziś istnieje ich kult.

## Ewangelie gnostyckie

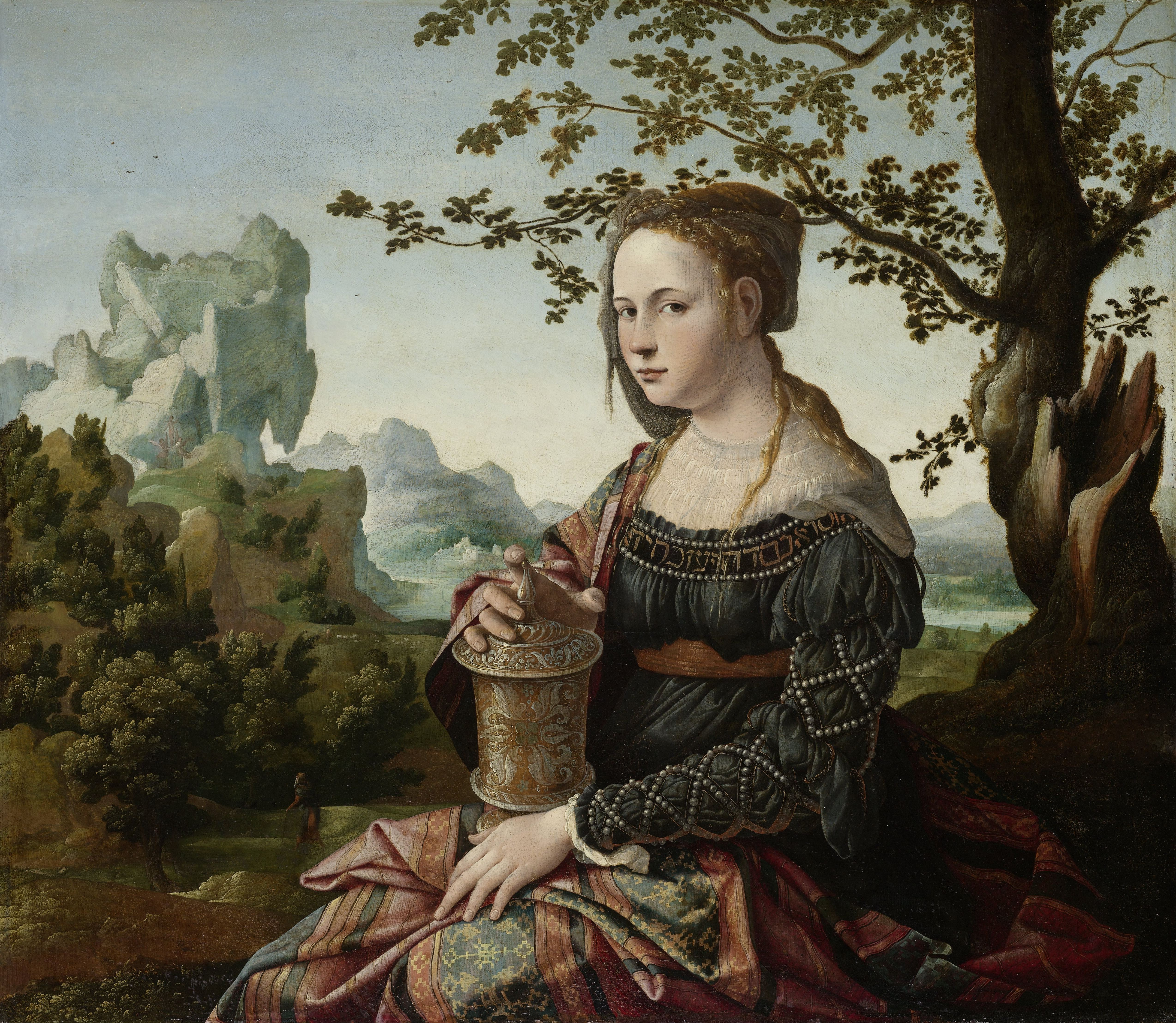
Jan van Scorel: Maria Magdalena

W Ewangeliach gnostyckich Maria Magdalena była wiązana z Mądrością (Sofią), jak Deotyma w Uczcie Platona. Reprezentowała słońce, księżyc i poświatę gwiazd. Żeńskie gnossis Sofii uważano za Ducha Świętego, na ziemi reprezentowanego przez Magdalenę. Dla gnostyków postać Marii Magdaleny miała również znaczenie symboliczne. Jako kobieta była stawiana na równi z duchownymi i biskupami pierwszych wieków chrześcijaństwa. Czołowy gnostyk, nauczyciel Marcellina wielokrotnie podróżował do Rzymu jako reprezentant grupy Carpocratian, i tam twierdził, iż otrzymał tajne nauki od Marii, Salome i Marty. Sam Ojciec Kościoła, biskup Ireneusz wspominał o równym traktowaniu mężczyzn i kobiet w liturgii i nauczaniu przez gnostyka Marcusa. Tego typu praktyki były przez niego surowo krytykowane. Maria Magdalena jako symbol stanowiła połączenie pierwiastka męskiego i żeńskiego jako jedna całość. Pierwiastek ten określał płciowość Boga pod dwojaką postacią.
W Pisti Sophia (Wiara i Mądrość), gnostyckim dziele, napisanym ok. 250 roku w języku koptyjskim Maria Magdalena przedstawiana jest jako opoka Kościoła, przeciwstawiając tym samym twierdzenie o Piotrze z Nowej Ewangelii. Piotr w jej obecności zmuszony jest do odgrywania podrzędnej roli.
Panie mój, nie możemy dłużej znosić tej kobiety. Ona pozbawia nas wszelkiej sposobności do powiedzenia czegokolwiek. Wciąż zabiera głos.
Mądrość Sofii symbolizowała czerń. Magdalena uważana była za tę, która wie wszystko.
W Ewangelii Filipa Maria przedstawiana jest jako symbol mądrości. W niej to znajduje się cytat:
przy Panu zawsze kroczyły one trzy: Maria jego matka, jej siostra i Magdalena, która zwana była jego towarzyszką
oraz
A towarzyszką Zbawiciela jest Maria Magdalena. A Chrystus miłował ją bardziej od innych uczniów i całował ją często w usta. Pozostali byli tym zgorszeni i okazywali niezadowolenie. Mówili doń: Dlaczego miłujesz ją bardziej niż nas? Zbawiciel odpowiadał im mówiąc: Dlaczego nie miłuję was tak jak ją?.
W Ewangelii Marii znacznie częściej spotykamy się z osobą Marii. Znany jest ustęp, gdzie Piotr podważa pozycję Magdaleny i jej związku z Jezusem.
Siostro, wiemy że Zbawiciel miłował cię bardziej od innych niewiast. Powiedz nam słowa Zbawiciela, które pomnisz, które ty znasz a my nie. (...) Czy zaiste mówił na osobności z kobietą, a nie otwarcie z nami? czy mamy się zwracać i słuchać jej wszyscy? Czy wolał ją od nas? (...) Zapewne Zbawiciel zna ją bardzo dobrze. Dlatego miłował ją bardziej niż nas.
W Ewangelii Tomasza również znajdujemy kilka wzmianek o Marii i również w kontekście oburzenia Piotra:
Szymon Piotr rzekł im: Niech Maria nas opuści, kobiety niegodne są życia.
W Dialogu zbawiciela Maria Magdalena przedstawiana jest jako kobieta, która rozpoznała wszystko, występuje pomiędzy trzema uczniami, którzy otrzymują polecenia od Jezusa: Judaszem i Mateuszem, odrzuca prace kobiece i staje na równi z mężczyznami.

## Kult

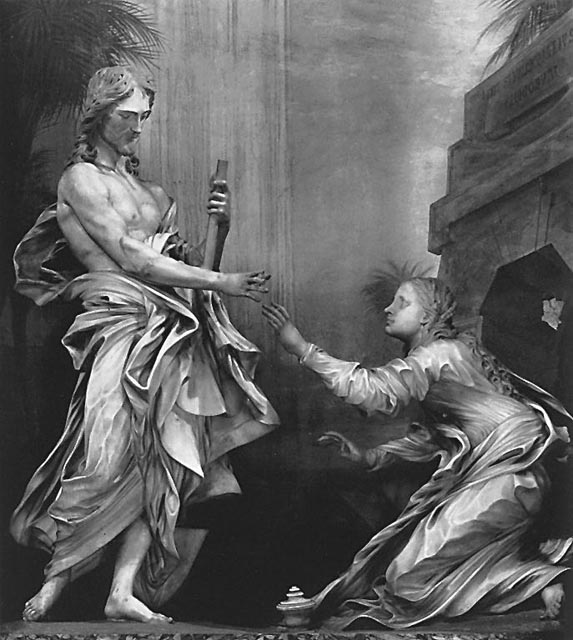
Maria Magdalena, Raggi Antonio

Do najbardziej znanych centrów kultu Marii Magdaleny należały Rennes-le-Château w Langwedocji oraz wiele innych miejsc we Francji z bazyliką Sainte Marie-Madeleine w Saint-Maximin-la-Sainte-Baume, w miejscu jej pochówku, na czele. Tam znajduje się jej alabastrowy grobowiec. Do innych ważnych miejsc kultu Marii Magdaleny zaliczyć można region Gellone. W Rennes-le-Château, w 1059 roku poświęcono jej kościół, a w 1096 wybudowano bazylikę świętej Marii Magdaleny w Vézelay. W tym miejscu w 1146 Bernard z Clairvaux nawoływał do krucjaty.
W pobliżu La Sainte Baume znajduje się pieczara/pustelnia Marii Magdaleny. Według francuskiej legendy w miejscu tym Maria Magdalena przez 30 lat wiodła pustelnicze życie, kiedy to statek wraz z jej rodziną: Łazarzem, Martą i uczniami Jezusa – Maximinem i Marcellusem, rozbił się w pobliżu wybrzeży ówczesnej Galii, a dzisiejszej Francji, w okolicach Marsylii. W legendarnej pustelni Magdalena umarła i tam, w niewielkim miasteczku Saint-Maximin-la-Sainte-Baume w Prowansji, została pochowana. W XIII wieku odnaleziono jej domniemane doczesne szczątki. W tym miejscu Ludwik IX w roku 1254 zatrzymał się po powrocie z siódmej krucjaty. Towarzyszący mu de Joinville pisał:
Przybyliśmy do miasta Aix w Prowansji, by czcić świętą Magdalenę, która spoczywa o dzień drogi stamtąd. Dotarliśmy do miejsca zwanego Baume, na bardzo stromej i urwistej skale, w której, jak powiadają, święta Magdalena długo mieszkała w pustelni.
Znane polskie miejsca kultu to prawosławna katedra metropolitalna Świętej Równej Apostołom Marii Magdaleny w Warszawie i Sanktuarium św. Marii Magdaleny w Biłgoraju. Według podań, na miejscu tego drugiego w XVII wieku, Maria Magdalena kilkakrotnie objawiła się i obrała to miejsce jako miejsce jej kultu i czci. Do miejsca tego, słynnego z uzdrowień, dziś przybywają liczne pielgrzymki.

### Czarna Madonna

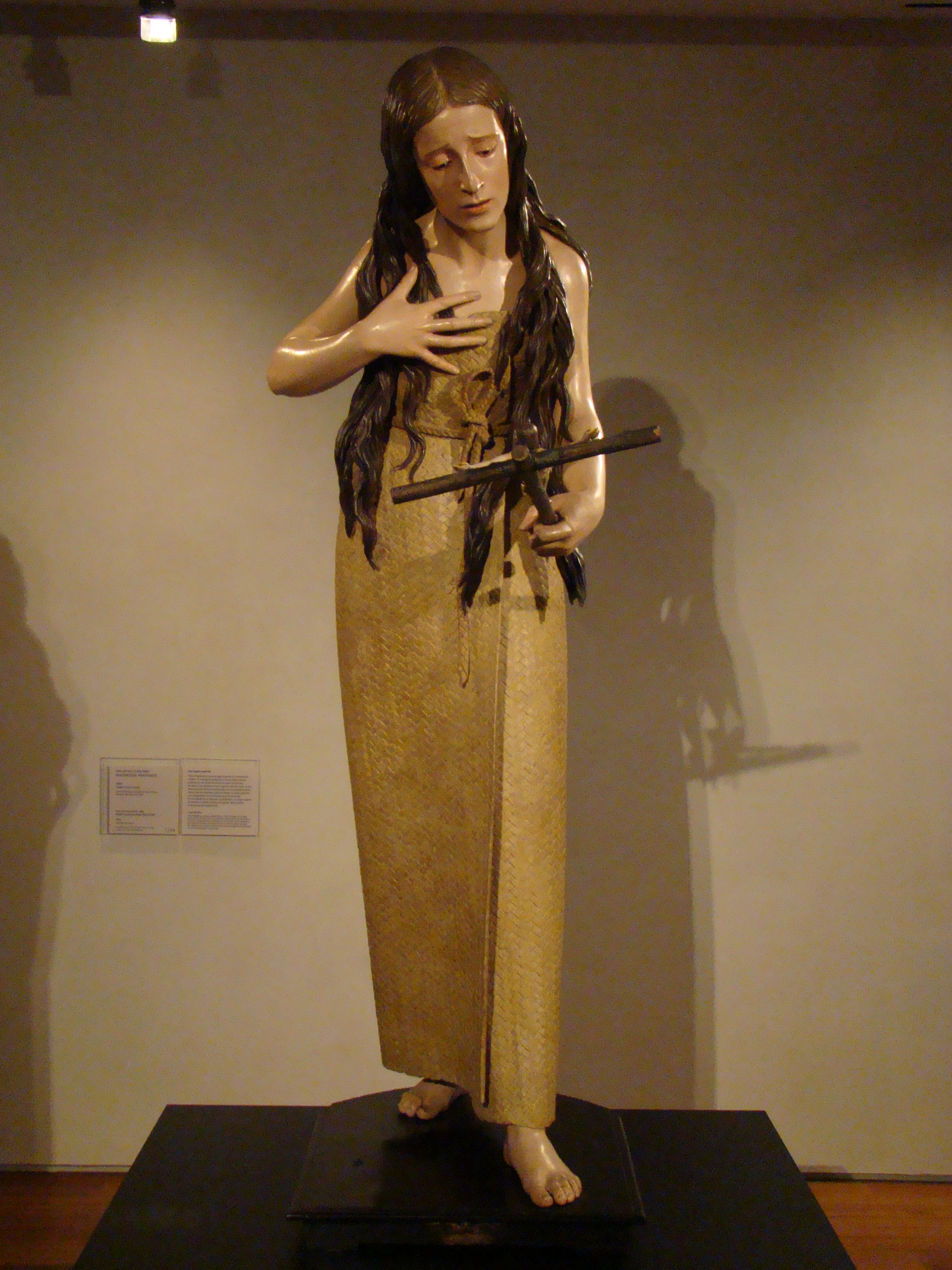
Pedro de Mena: Maria Magdalena

Na terenie Marsylii, po części za sprawą Jana Kasjana, który założył na tych terenach szkoły żeńskie i męskie oraz zakon kasjanicki w 410 roku, narodziły się kult Matki Boskiej Gromnicznej oraz kult Czarnej Madonny z Ferrieres, związany bezpośrednio z Marią Magdaleną.
Powiązanie Czarnej Madonny z Marią z Nazaretu wiąże się z jej przewodnictwem zakonu nazarejskiego, gdzie mogła ubierać się na czarno. Pochodzenie tego kultu tłumaczy się również postacią oblubienicy Salomona z Pieśni nad pieśniami, która posiadała ciemną opaloną karnację. Zwolennicy teorii Graala kult Czarnej Madonny łączą z Sarą – ciemnoskórym dzieckiem, które przypłynęło do Francji wraz z Marią Magdaleną.
Kult Czarnej Madonny rozprzestrzenił się po całej Europie. W IX wieku Karol Wielki odwiedził Madonnę z Rocamadour, posąg z Tuluzy. Znane są stare rzeźby Czarnej Madonny z Oropa w Alpach Szwajcarskich pochodząca z V wieku, Madonny z Valcourt (X wiek), Madonny z Myans (XII wiek), Madonny z Montserrat (XII w.), Madonna Podziemna z krypty katedry Chartres, Madonny z LaSarte (XII w.) oraz „Madonny od Filaru” również z Chartres.

### Patronat
Maria Magdalena patronuje zakonom kobiecym w Prowansji, Sycylii i Neapolu. Jest patronką magdalenek, kobiet szczerze pokutujących, uczniów i studentów, więźniów, sprowadzonych na złą drogę, fryzjerów, ogrodników, właścicieli winnic, sprzedawców wina, ołowników, bednarzy, tkaczy, rękawiczników, producentów perfum i pudru, dzieci mających trudności z chodzeniem; jest też wzywana w przypadku choroby oczu, zarobaczenia, niepogody.
Wspomnienie liturgiczne w Kościele katolickim obchodzone jest 22 lipca. W czerwcu 2016 papież Franciszek zarządził by podnieść rangę tego dotychczasowego wspomnienia dowolnego do święta liturgicznego.

### Ikonografia
W ikonografii św. Maria Magdalena przedstawiana jest według tradycji, która utożsamiła ją z innymi Mariami. Ukazywana w długiej szacie z nakrytą głową; w bogatym książęcym wschodnim stroju lub jako pokutnica, której ciało osłaniają długie włosy; w malarstwie barokowym ukazywana bez odzieży lub półnago. Atrybutami Marii Magdaleny są: dyscyplina, instrumenty muzyczne, krucyfiks, księga – znak jej misyjnej działalności, naczynie z olejkiem, kadzielnica, gałązka palmowa, czaszka, włosiennica, zwierciadło.

### Relikwie
W 1279, król Sycylii, Karol II, hrabia Prowansji, oddzielił czaszkę Marii i jej kość ramieniową i oprawił w srebrno-złote relikwiarze, w których spoczywają do dziś. Pozostałe kości i popioły schowano w urnie, która zaginęła w czasie rewolucji francuskiej.

## Odniesienia w kulturze

### Maria Magdalena w literaturze

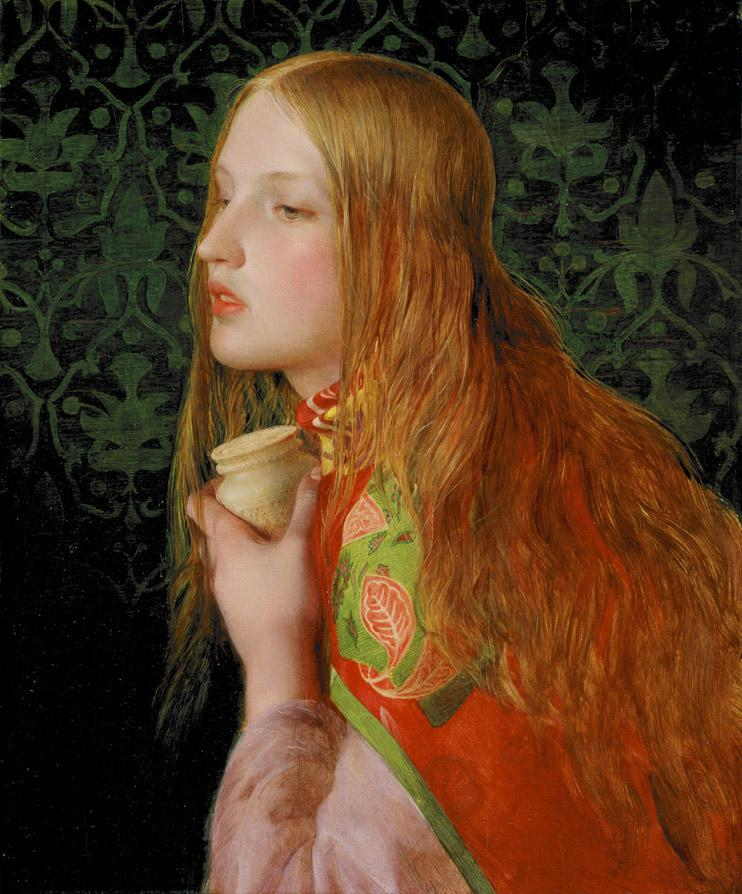
Frederick Sandys, Maria Magdalena (1860)

W średniowieczu postać Marii Magdaleny była postacią kontrowersyjną. Z jednej strony jej postać była wielokrotnie opisywana i czczona. Do najbardziej znanych dzieł należą Żywot Marii Magdaleny autorstwa Rabana Maura, arcybiskupa Moguncji i opata Fuldy oraz La Legende de Sainte Marie Magdelein Jakuba de Voragine, arcybiskupa Genui. Obydwoje wspominają o Marii Magdalenie i o jej rodzinie. Według nich Maria zmarła w 63 roku w miejscowości Saint Baume w południowej Francji. Jej ojcem był kapłan jerozolimski Syrus Jair. Voragine pisze:
Gdy więc uczniowie Pana rozproszyli się po świecie, święty Maksyminus, Maria Magdalena, brat jej Łazarz, siostra Marta ze swą służącą Martillą, a także św. Cedoniusz, ślepy od urodzenia, lecz uzdrowiony przez Pana, wszyscy wraz z wieloma innymi chrześcijanami zostali przez niewiernych załadowani na okręt i zepchnięci na morze bez żadnego steru, oczywiście w tym celu, aby wszyscy razem potonęli. Moc Boża jednak doprowadziła ich do Marsylii.
W innym dziele pt. Legenda aurea wydanym po francusku i łacinie, a w 1483 roku w języku angielskim jako jedna z pierwszych książek wydrukowanym w Westminsterze, Voragine wspomina:
Święta Marta (siostra Marii Magdaleny) (...) urodziła się w królewskiej rodzinie. Jej ojciec nazywał się Syro, zaś matka Eucharia. (...) Po wniebowstąpieniu naszego Pana, kiedy uczniowie się rozeszli, ona, wraz z bratem Łazarzem i swą siostrą Marią, a także świętym Maksymem, weszli na pokład okrętu, na którym – dzięki łasce naszego Pana – bezpiecznie przybyli do Marsylii. Stąd udali się w region Aix, gdzie nawracali mieszkańców na wiarę.
O Marii Magdalenie i jej podróży do Prowansji można znaleźć wzmiankę w hymnie z VII wieku wydanym ponownie w Acta Sanctorum autora jezuity Jeana Bollanda w XVII wieku.
Polski poeta baroku Mikołaj Sęp Szarzyński poświęcił jej wiersz Na obraz św. Marii Magdaleny.
W XX wieku na temat Marii Magdaleny napisano wiele książek. Do najnowszych należą:
- Ewangelia Marii Magdaleny Jean-Yves Leloup
- Maria Magdalena Gordon Thomas
- Maria Magdalena i Święty Graal Margaret Starbird
- Maria Magdalena Regis Burnet
- Maria Magdalena. Kapłanka, Dama, Apostołka Ewa Kassala
- Maria Magdalena. Prawda, legendy i kłamstwa Welborn Amy
- Miłość Marii Magdaleny Juan Tafur
- Oczekiwana Kathleen McGowan
- Tajemnice Marii Magdaleny Laurence Gardner
- Życie Marii Magdaleny Katarzyna Emmerich

### Maria Magdalena w sztukach plastycznych

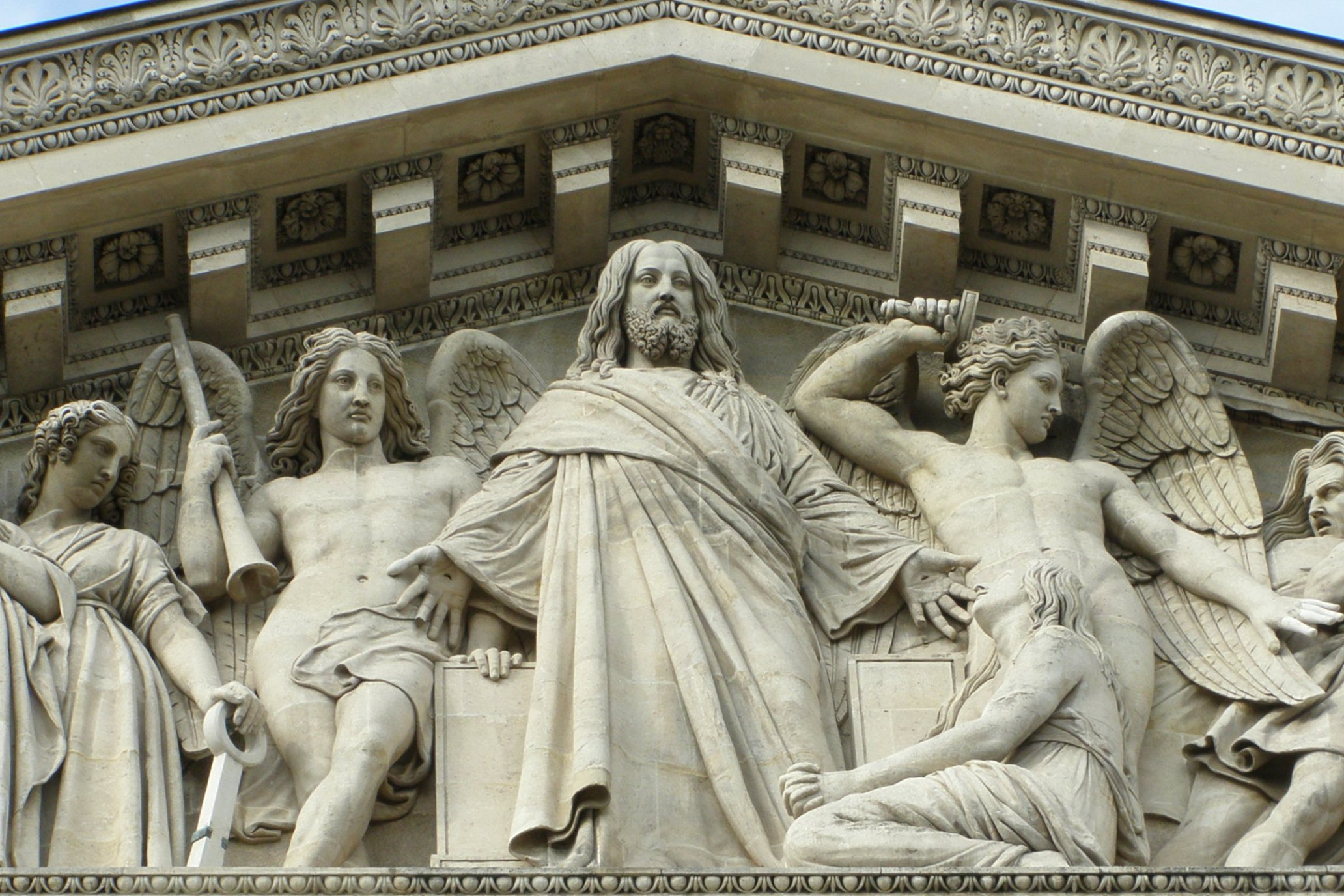
Fragment fasady kościoła pw. Marii Magdaleny w Paryżu

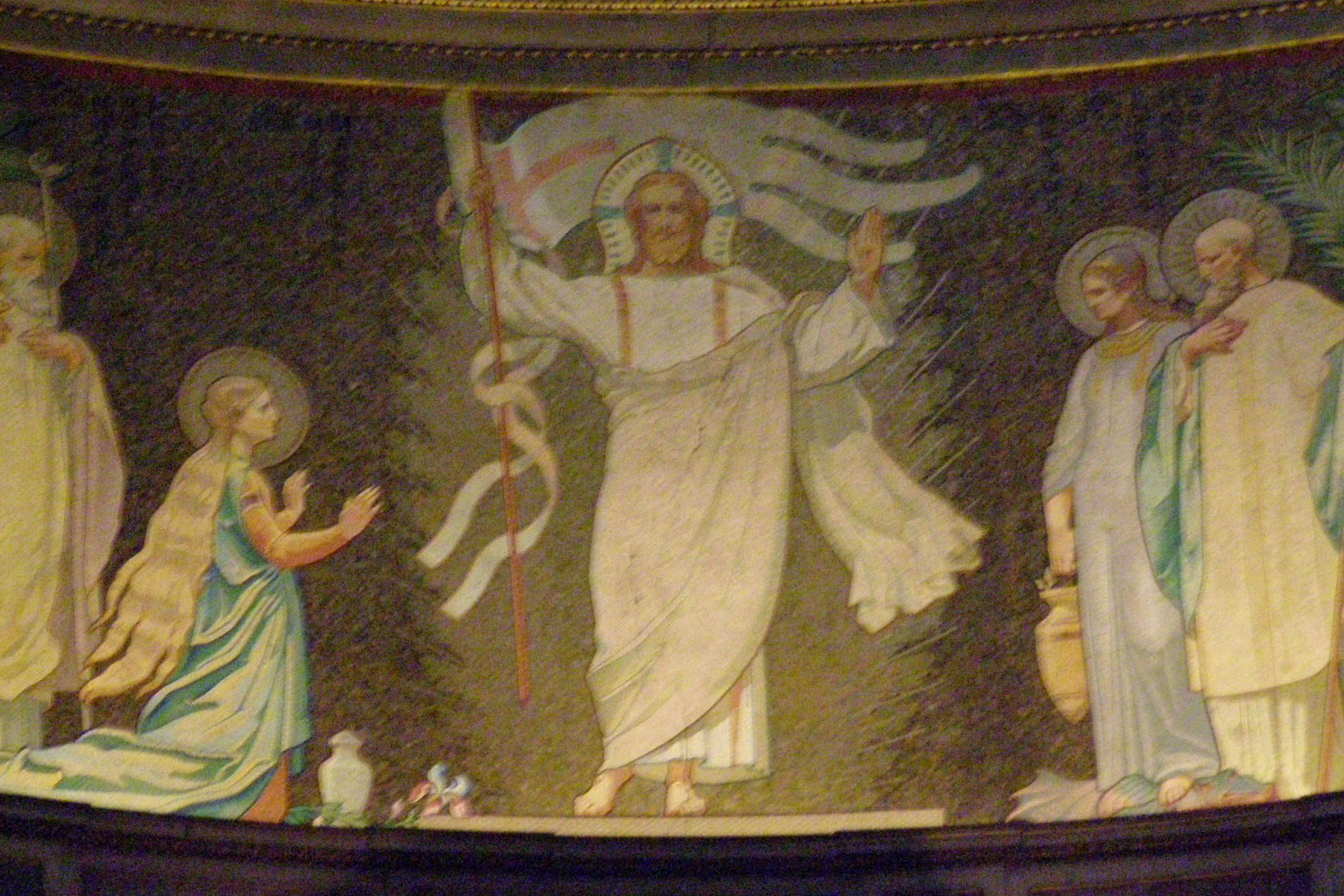
Fragment mozaiki w kościele pw. Marii Magdaleny w Paryżu

Maria Magdalena była inspiracją dla wielu malarzy średniowiecznych i późniejszych.
W średniowieczu przedstawiono ją jak wygłasza kazania do Apostołów i pierwszych chrześcijan lub z flakonikiem olejku. Najczęściej była jednak przedstawiana w scenach z życia Jezusa – u stóp krzyża w czasie jego śmierci i przy grobie w momencie objawienia.
Jednym z najbardziej znanych artystów był renesansowy malarz Fra Angelico, który namalował obraz pt. „Noli me tangere” (Nie dotykaj mnie) w 1441, na którym Jezus stoi w ogrodzie otoczonym murem z motyką na ramieniu. U jego stóp klęczy, ubrana w różową szatę Maria Magdalena i wyciąga do niego ramiona. Podobna scena znajduje się u Jana Brueghla zwanego Aksamitnym z 1610, Antonio Allegriego, Martina Schongauera, Correggia, Raggiego, Tycjana, Corota i Cézanne’a oraz u wielu innych malarzy.
Inną tematyką często pojawiającą się u artystów jest scena Marii Magdaleny w czasie ukrzyżowania Jezusa. Przedstawiana była jako kobieta pogrążona w rozpaczy o wyrazistej mimice pełnej bólu i smutku.
Do najbardziej rozpoznawalnych dzieł należy obraz Botticellego pt. Święta Maria Magdalena u krzyża z roku 1500. Widać na nim zrozpaczoną Marię obejmującą krzyż na którym wisi Jezus. Po prawej stronie wisi lis, który u gnostyków oznaczał symbol oszustwa w pobożnym przebraniu. Inne znane dzieła to Św. Maria Magdalena pędzla Piero della Francesca oraz scena z ołtarza namalowanego przez Grünewalda, czy też z ołtarza wykonanego przez Masaccia. Do kolejnej grupy obrazów z Marią Magdaleną należą obrazy związane z jej wizerunkiem – kobiety pokutującej. Do najbardziej znanych należy dzieło pt. Magdalena pokutująca Georges’a de La Tour. Podobne obrazy malowali Caravaggio, Tycjan, Trevisiani i Conco oraz Juan Tinoco.
Marię Magdalenę przedstawiano także w formie portretu. Najczęściej malowana była w bogatych strojach, o nieprzeciętnej urodzie. Przeważnie artyści widzieli ją bez okrycia głowy z długimi włosami, trzymającą w dłoni swój atrybut – pojemnik z wonnościami. Do tej grupy obrazów zaliczyć można Marię Magdalenę pędzla Caravaggia. W chrześcijańskiej tradycji ikonograficznej obok Adama i Ewy Maria Magdalena była często przedstawiana w akcie jako urocza kobieta, o długich rozpuszczonych włosach. Przykładem jest rzeźba Gregora Erharta.
W innych interpretacjach Biblii Maria Magdalena występowała stosunkowo rzadko. Przeważnie były to obrazy, gdzie postać Magdaleny łączyła się z legendami na jej temat.

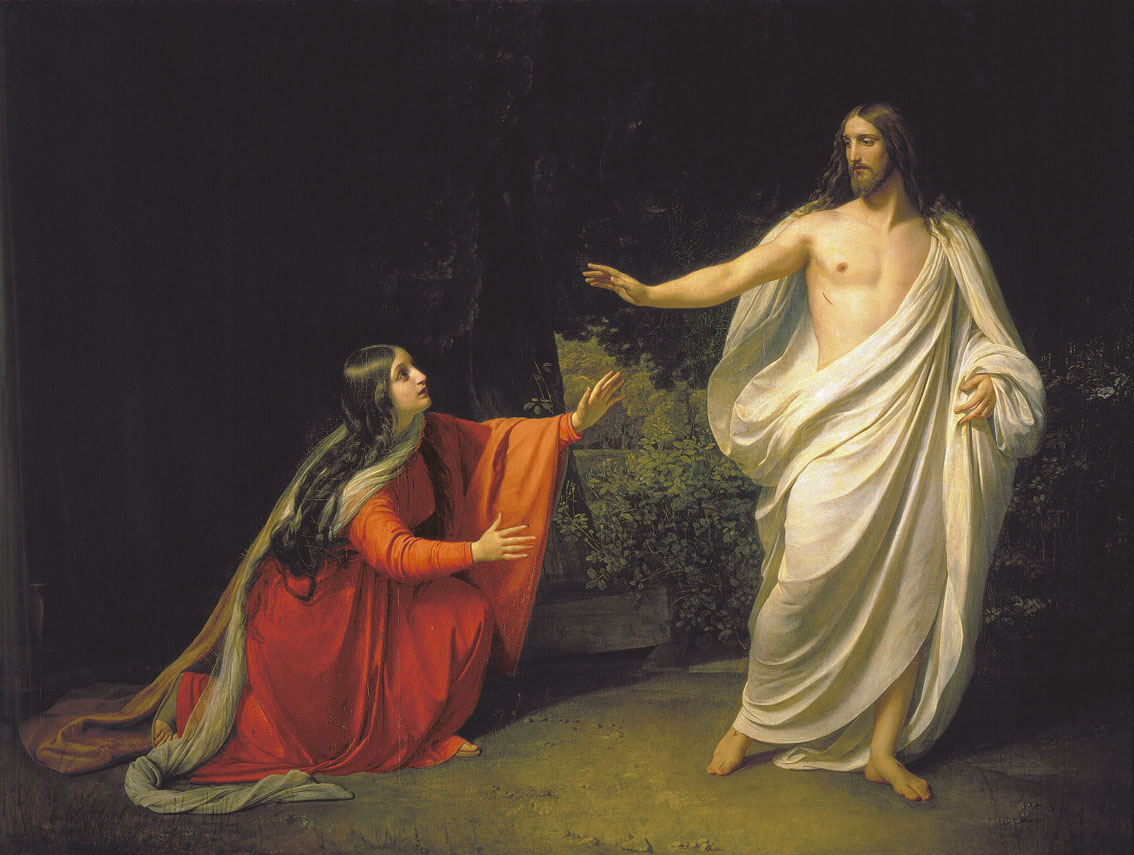
Chrystus ukazuje się Marii Magdalenie, obraz Aleksandra Iwanowa, olej na płótnie, Muzeum Rosyjskie, Petersburg

Maria Magdalena była bohaterką fresków Giotta z kościoła w Asyżu oraz dzieł Lorenzo di Credi, Tilmana Riemenschneidera oraz Andrea Sacchi. Giovanni Lanfranco (znany jako Giovanni di Stefano), namalował obraz Maria Magdalena unoszona przez anioły stanowiący aluzję do brzemiennej Magdaleny. Rembrandt namalował obraz Marii przy grobie Jezusa, gdzie zrozpaczona nie poznaje Pana.
Maria Magdalena u innych malarzy

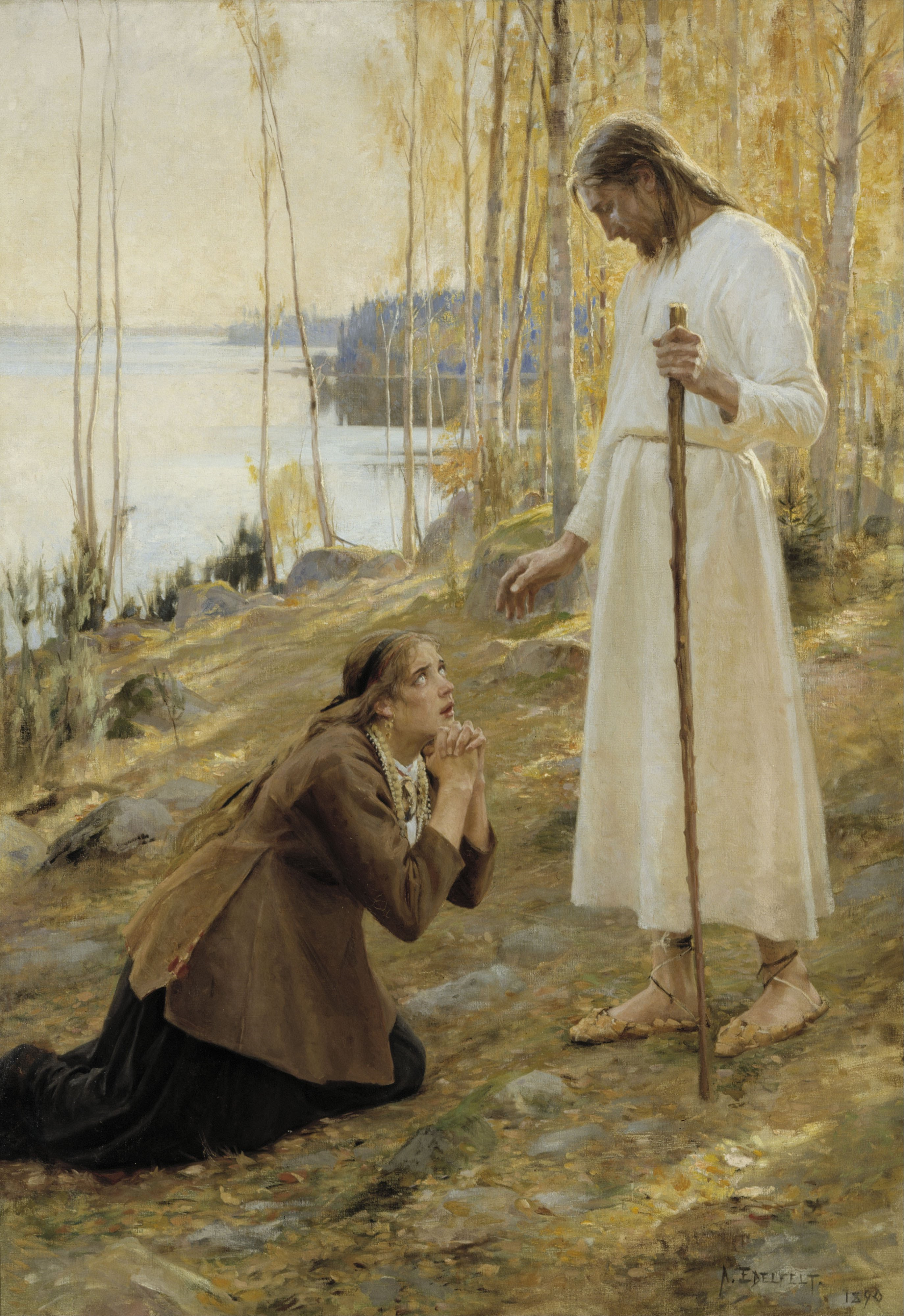
Chrystus i Maria Magdalena, obraz Alberta Edelfelta, Ateneum Art Museum, Helsinki

- Chrystus i Maria Magdalena – ikona pochodząca z połowy XVI wieku
- Wieczerza w domu Szymona Faryzeusza obraz namalowany przez malarza ze szkoły Dirka Boutsa w latach 1445–1450; Berlin, Gemäldegalerie.
- Marta i Maria Magdalena – namalowany w 1598 przez Caravaggia
- Nawrócenie Marii Magdaleny – namalowany w latach 1598–1599 przez Caravaggia
- Maria obmywająca stopy Jezusa pędzla Johanna Christofa Haasa
- Chrystus w domu Marii i Marty – obraz Tintoretto z 1575 przedstawiający Marię obmywającą stopy Jezusa
- Maria Magdalena w Prowansji – obraz ze szkoły niderlandzkiej pochodzący z XVI wieku
- Alegoria chrześcijaństwa – Jan Provoost – szczególny obraz przedstawiający Jezusa uzbrojonego w miecz i z sercem przebitym włócznią oraz jednocześnie Marię Magdalenę w koronie i czarnej szacie kapłanki nazarejskiej
- Mary Magdalene repentant – El Greco
- Maria Magdalena, Meditasjon Dag Ni
- Maria Magdalena – Jan van Scorel
- Maria Magdalena Juan Tinoco
- Maria Magdalena i św. Fotyna
- La Magdalena – Vicente Bellver
- Kristus ja Mataleena – obraz namalowany w 1890 przez Alberta Edelfelta
- Matka Boska z dzieciątkiem, świętą Magdaleną i donatorem – Łukasz z Leydy 1522, Monachium, Stara Pinakoteka
- Ukrzyżowanie – Rafael Santi, obraz namalowany w latach 1503–1504, obecnie w Londynie, National Gallery
- obraz Marii Magdaleny znajdujący się w Convento de San Marcos z 1437.

## Maria Magdalena w filmie
Postać Marii Magdaleny występuje w wielu filmach o życiu Jezusa. Do najbardziej znanych aktorek, które wcieliły się w tę postać, należą m.in. Anne Bancroft (Jezus z Nazaretu), Monica Bellucci (Pasja), Barbara Hershey (Ostatnie kuszenie Chrystusa), Debra Messing (Jezus), Amber Rose Revah (Syn Boży), Carmen Sevilla (Król królów), Elizabeth Tabish (The Chosen), Rooney Mara (Maria Magdalena).